# پتر دوکه
پتر دوکه (به آلمانی: Peter Ducke) بازیکن فوتبال و مهاجم اهل آلمان شرقی بود که از سال ۱۹۶۰ میلادی عضو تیم ملی فوتبال آلمان شرقی بوده‌است. وی در ۶۶ بازی ملی حضور داشته و در بازی‌های ملی‌اش ۱۵ گل به ثمر رساند. پتر دوکه آخرین بازی ملی خود را در سال ۱۹۷۵ میلادی انجام داد.